# Macedoniae Acta Archaeologica
Macedoniae Acta Archaeologica (в превод от латински език Археологически дела на Македония) е научно археологическо списание от Северна Македония. Първият брой на списанието е отпечатан в Прилеп в 1975 година под редакцията на Бошко Бабич и до 2010 година излизат 19 броя.

## Описание
В списанието се публикуват резултатите от проучванията на археолозите от страната и от чужбина, презентирани на научните симпозиуми на Македонското научно археологическо дружество, издател на списанието, както и научни приноси от археологията, нумизматиката, епиграфията, антропологията, старата история и другите помощни дисциплини. Списанието се печата на македонски литературен език с резюме на чужд език.